# Intossicazione acuta da acqua
L'intossicazione acuta da acqua, chiamata anche avvelenamento da acqua, è una condizione clinica caratterizzata da iperidratazione con grave iponatriemia, conseguente a una massiccia assunzione di acqua per via orale o parenterale o a una sua ridotta escrezione.
Si distingue dall'intossicazione cronica che ha un'eziologia particolare e può derivare da sindrome da inappropriata secrezione di ADH (SIADH), dall'abuso di farmaci antidiuretici, da carenza di glucocorticoidi, da nefropatie croniche, da mixedema o da grave deplezione di potassio.

## Patogenesi
Normalmente, nella fisiologia delle persone si manifesta un equilibrio delicato fra la quantità d'acqua che necessita al corpo e quella ingerita. Quando la quantità d'acqua supera certe soglie l'equilibrio elettrolitico viene a degenerarsi, questo comporta una rapida diminuzione della concentrazione del sodio e può avere gravi conseguenze fino anche al decesso.
Sono stati riportati decessi per assunzioni maggiori di 5 litri di acqua in poche ore (nella maggioranza di casi si trattava di 10-20 litri).  Studi successivi calcolano che il limite di assunzione sicura di liquidi è 1-1,5 litro per ora.
Per quanto riguarda il rapporto del sodio, l'intossicazione si mostra quando scende sotto i valori di 110-120 mmol/litro, sintomi più severi quando i livelli scendono sotto i 90–105 mmol/litro.
Oltre che per ingestione dell'acqua, l'intossicazione può insorgere anche per un'anomalia del funzionamento dell'ormone antidiuretico. Non è presente edema.

## Eziologia
Uno stato di intossicazione da acqua può manifestarsi:
- Nella correzione rapida dell'ipovolemia acuta.
- Nello stadio postoperatorio precoce.
- Come conseguenza dell'uso di farmaci con azione ADH-simile.
- In caso di polidipsia psicogena o SIWI (dall'acronimo in lingua inglese self induced water intoxication).
- Nel neonato in caso di eccessiva diluizione del latte in polvere in termini di proporzione con la massa corporea del bambino[senza fonte].
- In caso di errata idratazione durante l'attività sportiva, soprattutto nel caso di sport estremi in cui avvengono eccessivi scambi idrici.
- In caso di clisteri ripetuti non tamponati con sale o altri preparati che riducano l'assorbimento intestinale.

## Clinica
Causa nausea, vomito, coma e nei casi gravi, la morte. Può causare vari disturbi mentali, come allucinazioni, confusione, perdita del senso dell'orientamento. Può essere necessaria una diagnosi differenziale dalla schizofrenia. Raro è il manifestarsi della rabdomiolisi.

## Trattamento
La terapia prevede il divieto di assumere ulteriori liquidi fino alla completa normalizzazione del bilancio idrico anche se l'utilizzo di diuretici, quali la furosemide, può facilitare tale processo.